# Markovići (kanton środkowobośniacki)
Markovići – wieś w Bośni i Hercegowinie, w Federacji Bośni i Hercegowiny, w kantonie środkowobośniackim, w gminie Kiseljak. W 2013 roku liczyła 47 mieszkańców, z czego większość stanowili Boszniacy.